# Sašo Fornezzi
Sašo Fornezzi (ur. 11 grudnia 1982 w Slovenj Gradcu) – słoweński piłkarz grający na pozycji bramkarza. Od 2013 roku jest piłkarzem klubu Antalyaspor.

## Kariera klubowa
Karierę piłkarską Fornezzi rozpoczął w klubie NK Dravograd. W 2000 roku awansował do kadry pierwszego zespołu i w sezonie 2000/2001 zadebiutował w nim w pierwszej lidze słoweńskiej. W 2001 roku spadł z nim do drugiej ligi, a następnie odszedł do Publikum Celje. W 2003 roku wywalczył z nim wicemistrzostwo Słowenii.
W 2004 roku Fornezzi przeszedł do austriackiego klubu Kapfenberger SV, grającego w Erste Liga. Zadebiutował w nim 22 października 2004 w zremisowanym 0:0 wyjazdowym meczu z LASK Linz. W Kapfenberger grał przez 2 lata.
W 2006 roku Fornezzi został zawodnikiem pierwszoligowego Grazer AK. Swój debiut w nim zanotował 24 lutego 2007 w spotkaniu z Red Bullem Salzburg (1:2). W 2007 roku odszedł z Grazer AK z powodu bankructwa tego klubu.
Latem 2007 Fornezzi podpisał kontrakt z Austrią Wiedeń. 7 października 2007 wystąpił w niej po raz pierwszy, w meczu przeciwko SV Ried (2:1). W Austrii spędził jeden sezon.
W 2008 roku Fornezzi odszedł do FC Magna Wiener Neustadt z Erste Liga. 12 lipca 2008 zadebiutował w niej w spotkaniu z FC Wacker Tirol (0:3). W 2009 roku awansował z Magną do ekstraklasy Austrii. W Magnie grał do końca sezonu 2010/2011.
Latem 2011 Fornezzi został piłkarzem Ordusporu, beniaminka tureckiej Süper Lig. Z kolei w 2013 roku przeszedł do Antalyasporu.
| Sezon   | Klub                     | Kraj     | Rozgrywki  | Mecze | Bramki |
| ------- | ------------------------ | -------- | ---------- | ----- | ------ |
| 2000/01 | NK Dravograd             | Słowenia | 1. SNL     | 14    | 0      |
| 2001/02 | Publikum Celje           | Słowenia | 1. SNL     | ?     | 0      |
| 2002/03 | Publikum Celje           | Słowenia | 1. SNL     | ?     | 0      |
| 2003/04 | Publikum Celje           | Słowenia | 1. SNL     | 5     | 0      |
| 2004/05 | Kapfenberger SV          | Austria  | Erste Liga | 10    | 0      |
| 2005/06 | Kapfenberger SV          | Austria  | Erste Liga | 23    | 0      |
| 2006/07 | Grazer AK                | Austria  | Bundesliga | 10    | 0      |
| 2007/08 | Austria Wiedeń           | Austria  | Bundesliga | 13    | 0      |
| 2008/09 | FC Magna Wiener Neustadt | Austria  | Erste Liga | 28    | 0      |
| 2009/10 | FC Magna Wiener Neustadt | Austria  | Bundesliga | 34    | 0      |
| 2010/11 | FC Magna Wiener Neustadt | Austria  | Bundesliga | 32    | 0      |
| 2011/12 | Orduspor                 | Turcja   | Süper Lig  | 25    | 0      |
| 2012/13 | Orduspor                 | Turcja   | Süper Lig  | 30    | 0      |
| 2013/14 | Antalyaspor              | Turcja   | Süper Lig  |       |        |

## Kariera reprezentacyjna
W swojej karierze Fornezzi rozegrał 9 meczów w reprezentacji Słowenii U-21.